# Odacoccus anaclastus
Odacoccus anaclastus är en insektsart som beskrevs av Williams och Watson 1988. Odacoccus anaclastus ingår i släktet Odacoccus och familjen ullsköldlöss. Inga underarter finns listade i Catalogue of Life.